# Russell Gómez Martín
Russell Gómez Martín   (Sant Vicenç de Montalt, 17 de novembre de 1987) és un pilot de motociclisme català que competí internacionalment durant la temporada de 2008.

## Trajectòria
Després d'haver estat Subcampió d'Espanya en categoria Supersport el 2007, l'any següent debutà al Campionat del Món en categoria 250cc, concretament al Gran Premi de Portugal en substitució de Manuel Hernández. Durant aquella temporada disputà un total de 9 Grans Premis pilotant una Aprilia, sense aconseguir però puntuar-ne en cap. Passat el Gran Premi de la República Txeca, Hernández tornà a ocupar el seu lloc, per la qual cosa Gómez va tornar a centrar-se en el Campionat estatal.

## Resultats al Mundial de motociclisme[1]
| Any  | Categoria | Moto    | Curses | Victòries | Podi | Pole | Fast lap | Punts | Posició |
| ---- | --------- | ------- | ------ | --------- | ---- | ---- | -------- | ----- | ------- |
| 2008 | 250cc     | Aprilia | 9      | 0         | 0    | 0    | 0        | 0     | -       |